# 이찬우 (축구 선수)
이찬우(1997년 6월 27일 ~ )는 대한민국의 축구 선수로, 포지션은 골키퍼이다. 현재 K리그2 안산 그리너스 FC 소속이다.

## 클럽 경력
이찬우는 전남 드래곤즈 산하 유소년 팀인 광양제철고등학교 축구부 출신으로, 이후 아주대학교 축구부에 입단하였다. 2018년 아시아 대학축구대회 대학선발팀에 뽑히기도 하였다.
K리그1 2019 시즌을 앞두고 경남 FC와 프로 계약을 체결하였다. 그러나 경남에서 출전을 하지는 못했다.
2022시즌을 앞두고 안산 그리너스 FC에 입단했다.